# Irene Cara
Irene Cara (nome artístico de Irene Cara Escalera; Nova Iorque, 18 de março de 1959 – Largo, 25 de novembro de 2022) foi uma cantora, compositora e atriz estadunidense.
Foi ganhadora do Oscar de melhor canção, além de diversos outros prêmios, incluindo o Grammy e o Globo de Ouro.

## Biografia
O pai de Irene, Gaspar Cara (falecido em 1994) era afro-porto riquenho. Sua mãe, Louise Escalera (falecida em 2010) era de origem cubana. Tem duas irmãs e dois irmãos.
Durante as gravações do filme Busted Up envolveu-se com o diretor Conrad Palmisano, vinte anos mais velho. Os dois casaram-se na cidade costeira de Palos Verdes, Califórnia, no dia 13 de abril de 1986. O divórcio aconteceu em 1991.

## Primeiros anos
Irene chamou a atenção dos pais quando, aos três anos de idade, foi uma das cinco finalistas do concurso Little Miss America. Aprendeu a tocar piano apenas ouvindo e foi posta para estudar música, dramaturgia e dança. Em 1968, com nove anos, foi contratada pela GEMA Records e gravou o disco Esta Es Irene, com canções em espanhol.
Sua carreira começou em um canal de língua latina, profissionalmente cantando e dançando. Uma de suas primeiras aparições foi no programa Ted Mack Original Amateur Hour cantando "Ola Ola Ola", primeiro single do álbum Esta Es Irene, e logo em seguinda nos programas The Ed Sullivan Show e The Tonight Show de Johnny Carson. Em 1969 foi convidada para participar de um concerto em tributo a Duke Ellington, com Stevie Wonder, Sammy Davis Jr. e Roberta Flack. Ainda contratada da GEMA gravou, em 1970, um disco de músicas natalinas.
Durante esse tempo participou de musicais dentro e fora da Broadway como Maggie Flynn (1968), com Shirley Jones e Jack Cassidy; de The Me Nobody Knows (1970), com o qual ganhou um Obie Award e gravou a música "This World"; de Via Galactica (1973), com Raul Julia; de The Wiz (1975), que levou sete Tony Awards incluindo melhor musical; de Ain't Misbehavin (1978), com Nell Carter, Andre De Shields, Armelia McQueen, Ken Page e Got Tu Go Disco (1979) com Jerry Brandt, que estreou no Minskoff Theatre como sendo o primeiro musical disco a se apresentar na Broadway.

## Carreira profissional

### Anos 70:Sparkle
Nos anos 70, Irene foi a estrela de The Everything Show, um programa transmitido somente em Nova Iorque. Foi a original Daisy Allen no antigo seriado diário Love of Life, em 1974, e substituída por Sharon Brown, e que deixou para estrelar um programa educativo de nome The Electric Company, interpretando uma integrante da banda The Short Circus (ela foi ao show durante a primeira temporada somente). Da série também participou Bill Cosby, Rita Moreno, Morgan Freeman, Mel Brooks, Joan Rivers e Gene Wilder.
Em 1975 estreou no cinema, protagonizando a romântica Angela do filme Aaron Loves Angela, uma versão pós-moderna de Romeu e Julieta. Veio em seguida o papel em Sparkle (1977), onde interpretou a personagem de mesmo nome e conquistou grande sucesso de crítica e de público a nível internacional. A televisão aproveitou o sucesso conquistado por Irene no exterior em duas mini produções: Raízes II, outra daptação aclamada pela crítica, e o filme A História de Jim Jones, baseado em um best-seller de Alex Haley, baseado na tragédia ocorrida na Guiana alguns anos antes.
John Willis' Screen World, Vol. 28, nomeou Irene como uma das 20 Mais promissoras atrizes de 1976. No mesmo ano, uma votação dos leitores na revista Right On! nomeou-a como Top Atriz.
Cara formou-se na Professional Children's School em Manhattan, uma concorrente da LaGuardia High School of Music & Art. Ironicamente, LaGuardia High foi a inspiração para a escola de artes do seu terceiro filme, Fama, em 1980.

### Anos 80:Fame
O filme Fame de 1980, fez com que Irene se tornasse conhecida no mundo todo. Como Coco Hernandez ela cantou os dois maiores hits do filme, que estouraram nas paradas de sucesso naquele início dos anos 80: a canção título Fame, que ficou em quarto lugar da Billboard por várias semanas, e a canção Out Here On My Own, que chegou ao Top #20 das paradas estadunidenses em 1981. Irene teve a oportunidade de ser uma das pouquíssimas cantoras até hoje a cantar mais de uma canção durante a cerimônia do Oscar. Fame, composta por Michael Gore e Dean Pitchford, levou uma estatueta nesse mesmo ano.
Também o filme garantiu a Irene algumas nomeações ao Grammy, em 1980, para melhor atriz novata e melhor artista pop, assim como uma nomeação ao Globo de Ouro como melhor atriz de cinema em musical. A Billboard Magazine nomeou Irene como nova artista top, enquanto a Cashbox Magazine a premiou em duas categorias: vocalista mais promissora e vocalista top.
Quando Fame se tornou um seriado de televisão, alguns anos mais tarde, Irene Cara foi procurada pelos produtores para retomar seu papel como Coco Hernandez. Porém, ela recusou, sentindo que já havia feito tudo o que podia pela Coco no filme, e também diante da possibilidade de abandonar o papel a qualquer momento, se a série de televisão falhasse. Como resultado, Erica Gimpel atuou em seu lugar, devido a sua semelhança física com Irene. Entretanto, Irene fez uma participação especial num episódio de 1983, como uma aluna de sucesso da escola de artes, cantando Why Me?, seu single do momento.
Em 1982, Irene levou um Image Award de melhor atriz quando estrelou com Diahann Carroll e Rosalind Cash num filme da NBC, chamado Maya Angelou's Sister. Irene foi Myrlie Evers-Williams em um filme da PBS TV sobre a líder dos direitos civis Medgar Evers, em For Us the Living: The Medgar Evers Story, e ainda foi nomeada para melhor atriz no NAACP Image Award.
Seu outro filme de sucesso relevante após Fame foi Killing 'em Softly (Prazer à Toda Prova), com participação de Nicholas Campbell e George Segal. Para o filme, Irene gravou duas canções: City Nights e Killing Em' Softly, num dueto com George Segal.
Irene também foi convidada para estrelar sua própria série de televisão, intitulada Irene, na NBC, em 1981. Mesmo recebendo críticas favoráveis, o seriado perdeu audiência para outros espetáculos e foi cancelado. O elenco contava com as atrizes veteranas Kaye Ballard e Teddy Wilson, além das estreantes Julia Duffy e Keenan Ivory Wayans.
Em 1983, a convite de Giorgio Moroder, Irene Cara atuou como ela mesma no filme D.C. Cab, sobre um grupo de amigos que eram motoristas de táxi, estrelando Mr T. como um fã obsessivo de Irene, a ponto transformar o porta-malas do táxi num santuário para ela.
Além de cantar e atuar em filmes, Irene continuou a se apresentar ao vivo e promovendo espetáculos durante esse período.

### Flashdance... What A Feelin'
Em 1983, Irene alcançou o ápice de sua carreira musical com Flashdance…What A Feelin', canção-tema do filme Flashdance, composta em parceria com Giorgio Moroder e Keith Forsey. Irene compôs as letras da canção com Keith Forsey enquanto dirigia o carro a caminho do estúdio em Nova Iorque. Irene compôs a música.
Irene admitiu mais tarde que no início esteve relutante em trabalhar para Giorgio Moroder, com receio de que as pessoas estabelecessem comparações entre ela e Donna Summer, com quem Giorgio havia trabalhado até então. O resultado foi um álbum que conquistou diversos prêmios. Irene levou o Oscar por melhor canção em 1983, o Grammy Award por melhor performance pop vocal feminino em 1984, o Globo de Ouro por melhor canção original, melhor cantora pop feminina de singles, melhor cantora pop negra contemporânea de singles, melhor artista pop negra crossover contemporânea de singles, canção pop do ano e o American Music Awards, como melhor artista feminina de R&B e melhor canção pop do ano.
Em março de 2007, a United World Chart posicionou Flashdance... What a Feeling como a 22º canção de maior sucesso na história da música. Flashdance também foi avaliada na lista como a quarta canção mais bem sucedida com interpretação feminina, depois de Cher (com Believe), Celine Dion (com My Heart Will Go On) e Whitney Houston (com I Will Always Love You).

### Era pós-Flashdance
Em 1984, Irene foi convidada para atuar ao lado de Clint Eastwood e Burt Reynolds na comédia western City Heat (Cidade Ardente), outra produção que lhe valeu grande sucesso de público. Para a trilha sonora, ela compôs a canção-título City Heat, em parceria com Bruce Roberts e cantada por Joe Williams, além de cantar Embraceable You (clássico de George Gershwin) e Get Happy.
Em 1985 atuou, ao lado de Tatum O'Neal, no filme de ação Certain Fury (Choque Mortal), para o qual gravou o tema romântico A Certain Fury, de sua autoria com Tony Prendatt. A produção contou com a participação de Peter Fonda e conquistou a simpatia do público.
No ano seguinte protagonizou, ao lado de Paul Coufos, o drama Busted Up (Combate a Punhos Nus), dirigido por Conrad Palmisano, com quem veio a se casar nesse mesmo ano. A trilha sonora do filme contou com três canções de Irene: Busted Up, um dueto com Gordon Grody, Dying For Your Love e I Can't Help Feeling Empty, também de sua autoria. Apesar da produção caprichada, o filme não obteve a bilheteria esperada e acirrou ainda mais os atritos entre ela e a gravadora.
O fato é que a Network Records, gravadora pela qual Irene trocou a Elektra em 1982, foi vendida para a Geffen em 1984, após o dono se tornar um dos sócios majoritários e levá-la consigo sem consultá-la antes. Na verdade, houve quebra de contrato e a Geffen quis pagar-lhe somente 183 dólares pelo sucesso de What a Feelin'. Irene, descontente, resolveu deixar a Geffen para ingressar numa outra gravadora, a EMI. A partir daí a questão se tornou judicial: Geffen alegava que Irene era contratada sua e não podia assinar com mais ninguém. Irene, por sua vez, alegava que havia sido enganada. O fato é que Irene não pôde assinar com a EMI e sofreu embargo da Geffen por vários anos, que impediu o lançamento de suas canções nas trilhas sonoras fílmicas, assim como a gravação de um terceiro álbum.
Em 1987 obteve concessão da justiça para que voltasse à Elektra. Produzido por George Duke, seu terceiro álbum Carasmatic fracassou nas vendas, e o hit Girlfriends não emplacou.
Pelo mesmo caminho seguiu a sua última produção hollywoodiana, o filme Caged in Paradiso (Presas em Paradiso), que estreou em 1990 e foi um fracasso de bilheteria.
Vindo o divórcio com Conrad Palmisano, em 1991, Irene passou a se dedicar apenas ao teatro, gravações esporádicas em filmes e dublagens de desenhos animados. Na Broadway, interpretou Maria Madalena na peça Jesus Christ Superstar, de Andrew Lloyd Webber, em 1993, ano em que também dublou a Branca de Neve no longa-metragem Happily Ever After, uma espécie de continuação do clássico da Disney.
Em 1995, após dez anos de espera, saiu o resultado do processo movido por Irene, e a justiça lhe concedeu uma indenização milionária por prejuízo de carreira.

## Últimos anos
Irene nunca parou de cantar, embora a maioria de suas apresentações fossem relegadas somente a países da Europa e Ásia, nos anos 90. Em 1997, o sucesso All My Heart, composto exclusivamente para ela por Michele Vice, ganhou diversas remixagens e chegou ao Top Ten dance hits nas rádios da França, Itália e Alemanha, sucessivamente.
No ano seguinte, Irene Cara fundou a sua própria gravadora, a Caramel Records, cujo selo foi inaugurado com a criação do grupo Hot Caramel, desde então vindo a trabalhar na produção de um CD independente e apresentando-se em diversas cidades estadunidenses. Com a nova roupagem dada ao sucesso What a Feeling pelo DJ Bobo, e a gravação de um clip no qual os dois cantam juntos no verão de 2001, Irene voltou novamente às paradas de sucesso e teve a oportunidade de viajar com a Hot Caramel por diversos países da Europa, apresentando o repertório do que ainda será o primeiro CD do grupo.
Irene recebeu duas homenagens pela sua carreira em março de 2004, com a inclusão de seu nome no Ciboney Cafe's Hall of Fame e um Lifetime Achievement Award, concedido no 6º Prestige Awards anual.
Em junho de 2005, Irene foi a vencedora do terceiro círculo da série da NBC Hit Me Baby One More Time, que transmitiu ao vivo para todo os Estados Unidos, a sua performance de Flashdance (What a Feeling) e o cover I'm Outta Love, da cantora Anastacia, a frente do grupo Hot Caramel.
Vivia na Flórida e havia lançado, em 2011, o álbum Irene Cara Featuring Hot Caramel. 

## Morte
Irene morreu em 25 de novembro de 2022, de morte natural. A artista sofria de arterioesclerose, doença cardiovascular e diabetes.

## Carreira
| Filmografia | Filmografia                                       | Filmografia              | Filmografia                               | Filmografia                                |
| Ano         | Título                                            | Personagem               | Categoria                                 | Produção                                   |
| ----------- | ------------------------------------------------- | ------------------------ | ----------------------------------------- | ------------------------------------------ |
| 1995        | Beyond Awareness to Action: Ending Abuse of Women | Apresentadora            | Documentário                              | Dirigido por Jennifer Peterson             |
| 1994        | Snow White and the Magic Mirror                   | Branca de Neve (voz)     | Animação                                  | Dirigido por Tony Love                     |
| 1992        | The Magic Voyage                                  | Marilyn (voz)            | Animação                                  | Dirigido por Michael Schoemann             |
| 1992        | Hearts Are Wild                                   | Dorah                    | Episódio: #1.8                            | Dirigido por Charles Correll e Roger Young |
| 1991        | Gabriel's Fire                                    | Celine Bird              | Episódio: Birds Gotta Fly                 | Dirigido por Mario Van Peebles             |
| 1990        | Happily Ever After                                | Branca de Neve (voz)     | Animação                                  | Dirigido por John Howley                   |
| 1990        | Caged in Paradiso                                 | Eva                      | Filme                                     | Dirigido por Mike Snyder                   |
| 1988        | Bustin' Loose                                     | Ela mesma                | Episódio: What's a Nice Girl Like You...? | Dirigido por Marlene Laird e Bob Lally     |
| 1986        | Busted Up                                         | Simone Bird              | Filme                                     | Dirigido por Conrad Palmisano              |
| 1985        | Certain Fury                                      | Tracy                    | Filme                                     | Dirigido por Stephen Gyllenhaal            |
| 1984        | City Heat                                         | Ginny Lee                | Filme                                     | Dirigido por Richard Benjamin              |
| 1983        | D.C. Cab                                          | Ela mesma                | Filme                                     | Dirigido por Joel Schumacher               |
| 1983        | For Us the Living: The Medgar Evers Story         | Myrlie Evers             | Filme                                     | Dirigido por Michael Schultz               |
| 1982        | Killing 'em Softly                                | Jane                     | Filme                                     | Dirigido por Max Fischer                   |
| 1982        | Sister, Sister                                    | Sissy Lovejoy            | Filme                                     | Dirigido por John Berry                    |
| 1981        | Irene                                             | Irene Cannon             | Seriado                                   | NBC                                        |
| 1980        | Fame                                              | Coco Hernandez           | Filme                                     | Dirigido por Alan Parker                   |
| 1980        | Guyana Tragedy: The Story of Jim Jones            | Alice Jefferson          | Minissérie                                | Dirigido por William A. Graham             |
| 1979        | Roots: The Next Generations                       | Bertha Palmer Haley      | Minissérie                                | Warner Bros. Television                    |
| 1977        | What's Happening!!                                | Maria                    | Episódio: Rerun Gets Married              | Dirigido por Mark Warren                   |
| 1976        | Kojak                                             | Amy                      | Episódio: A Hair-Trigger Away             | Dirigido por Sigmund Neufeld Jr.           |
| 1976        | Sparkle                                           | Sparkle                  | Filme                                     | Dirigido por Sam O'Steen                   |
| 1976        | Apple Pie                                         | Participação (Dançarina) | Filme                                     | Dirigido por Howard Goldberg               |
| 1975        | Aaron Loves Angela                                | Angela                   | Filme                                     | Dirigido por Gordon Parks Jr.              |
| 1971        | The Electric Company                              | Iris                     | Programa infantil                         | Children's Television Workshop (CTW)       |
| 1970        | Love of Life                                      | Daisy Allen              | Seriado                                   | CBS Broadcast Center                       |

| Trilha Sonora | Trilha Sonora           | Trilha Sonora | Trilha Sonora | Trilha Sonora            |
| Ano           | Título                  | Música(s) | Categoria     | Selo                     |
| ------------- | ----------------------- | --- | ------------- | ------------------------ |
| 2004          | Downtown: A Street Tale | "Downtown" | Pop/Rock      | Caramel Music Production |
| 1993          | Happily Ever After      | "Love is the Reason" | Pop/Rock      | Warner Bros.             |
| 1991          | China Cry               | "No One But You" | Pop/Rock      | Warner Bros.             |
| 1990          | Caged in Paradiso       | "Paradiso" | Pop/Rock      | Carasmatic Music         |
| 1988          | All Dogs Go to Heaven   | "Love Survives" (dueto com Freddie Jackson)                                                                                           | Pop/Rock      | Capitol Records          |
| 1987          | Manhattan Story         | "Manhattan Story" | Pop/Rock      | Carasmatic Music         |
| 1986          | The Longshot            | "The Longshot" | Pop/Rock      | Warner Bros.             |
| 1986          | Busted Up               | "Busted Up" (dueto com Gordon Grody) / "I Can't Help Feeling Empty" / "Dying For Your Love"                                           | Pop/Rock      | Carasmatic Music         |
| 1985          | Certain Fury            | "A Certain Fury" | Pop/Rock      | Carasmatic Music         |
| 1984          | City Heat               | "Embraceable You" / "Get Happy" | R&B           | Warner Bros.             |
| 1984          | Going Bananas           | "Going Bananas" | Pop/Rock      | Network                  |
| 1983          | D.C. Cab                | "The Dream (Hold On To Your Dream)"                                                                                                   | Pop/Rock      | Network                  |
| 1983          | Flashdance              | "Flashdance... What a Feeling" | Pop/Rock      | Network                  |
| 1982          | Killing 'em Softly      | "City Nights" / "Free to Find a Dream" (dueto com George Seagal)                                                                      | Pop/Rock      | Network                  |
| 1981          | Irene                   | "Maybe I Know More Lovin' You" | Pop/Rock      | Network                  |
| 1980          | Fame                    | "Fame" / "Out Here On My Own" (Piano) / "Out Here On My Own (Orchestra) / "Hot Lunch Jam" / "Singin' in the Rain"                     | Pop/Rock      | Warner Music Group       |
| 1976          | Sparkle                 | "Jump" / "Hooked On Your Love" / "Something He Can Feel" / "Look Into Your Heart" / "Loving You Baby" / "Take My Hand, Precious Lord" | R&B           | Warner Bros.             |

## Discografia

### Álbuns
- 1968: Esta Es Irene - GEMA
- 1978: Makin' Love With Me - Festival
- 1982: Anyone Can See - Sony
- 1983: What a Feelin' - Epic
- 1987: Carasmatic - Elektra
- 2011: Hot Caramel - Record Label

### Trilhas sonoras
- 1980: Fame OST - PolyGram
- 1983: Flashdance OST - Casablanca Records
- 1984: D.C. Cab OST - Geffen Records
- 1985: City Heat OST - Warner Bros.
- 1989: All Dogs Go to Heaven OST - MGM
- 1991: China Cry OST - Warner Bros.
- 2007: Downtown: A Sreet Tale OST - AJM Records

### Singles
| Ano  | Música                              | EUA | EUA Dance | UK | Album                                  |
| ---- | ----------------------------------- | --- | --------- | -- | -------------------------------------- |
| 1980 | "Fame"                              | 4   | 1         | 1  | Fame Soundtrack                        |
| 1980 | "Out Here on My Own"                | 19  | -         | 58 | Fame Soundtrack                        |
| 1981 | "Anyone Can See"                    | 42  | -         | -  | Anyone Can See                         |
| 1983 | "Flashdance... What a Feeling"      | 1   | 1         | 2  | Flashdance Soundtrack / What a Feelin' |
| 1983 | "Why Me?"                           | 13  | 7         | 86 | What a Feelin'                         |
| 1983 | "The Dream (Hold On to Your Dream)" | 37  | 26        | -  | DC Cab Soundtrack / What a Feelin'     |
| 1984 | "Breakdance"                        | 8   | 13        | 88 | What a Feelin'                         |
| 1984 | "You Were Made for Me"              | 78  | -         | -  | What a Feelin'                         |
| 1987 | "Girlfriends"                       | -   | -         | -  | Carasmatic                             |
| 1988 | "I Can Fly"                         | -   | -         | -  | -                                      |
| 1995 | "Rhythm of My Life"                 | -   | -         | -  | Paradoxx CD single                     |
| 1996 | "You Need Me"                       | -   | -         | -  | Paradoxx CD single                     |
| 1997 | "All My Heart"                      | -   | -         | 42 | Paradoxx CD single                     |
| 2001 | "What a Feeling" (with DJ Bobo)     | 77  | 93        | 36 | -                                      |
| 2002 | "Our Youth 1-2-3"                   | -   | -         | -  | Morning Musume                         |
| 2007 | "Downtown"                          | -   | -         | -  | Downtown: A Street Tale Soundtrack     |

### Participações
- 1970 - The Me Nobody Knows - trilha sonora original
- 1971 - The Electric Company - trilha sonora original na televisão
- 1977 - We Belong Together - John Blaire - (vocais)
- 1978 - Badlands - Bill Chinnock (vocais)
- 1978 - That's Life - T. Life (vocais/ background)
- 1978 - Exclusively Yours - Gordon Grody (vocais/ background)
- 1978 - Ladies on the Stage - Millington (vocais/ background)
- 1980 - Detente - The Brecker Brothers (vocais/ background)
- 1980 - Beats Workin' - Jimmy Maelen (vocais)
- 1980 - Billboard Top Hits: 1980 - vários artistas
- 1980 - Billboard Top Dance Hits: 1980 - vários artistas
- 1982 - Home Again - Stanley Turrentine (canção You Can't Take My Love)
- 1983 - Superstar - Luther Vandross (vocais)
- 1986 - George Duke - George Duke (canção "Good Friend")
- 1993 - Happily Ever After OST - Various (canção Love Is The Reason)
- 1995 - Very Best of Oleta Adams - Odeta Adams (canção Rhythm of My Life)
- 1997 - Disco Fox, Vol. 4 - Various Artists
- 1997 - Best of George Duke: The Elektra… - George Duke (vocais)
- 2001 - Sooner or Later - Stormbringer (canção I Am Your Angel)
- 2001 - Planet Colors - DJ Bobo (canção What a Feeling)
- 2001 - What a Feeling CD single - DJ Bobo (canção Man In The Mirror)
- 2002 - Celebration - DJ Bobo (engenheiro, arranjo dos vocais, gravação)
- 2002 - Celebration [Limited Edition] - DJ Bobo (engenheiro, arranjo dos vocais)
- 2002 - Disco Brothers - Various Artists (canção Forever My Love)
- 2002 - Morning Musume - Various Artists (canção Our Youth 1-2-3)
- 2005 - What a Feeling - Global Deejays (canção What a Feeling)
- 2006 - Gay Happening Vol. 12 - vários artistas (vocais)
- 2007 - Downtown: A Street Tale - vários artistas (canção Downtown)

## Curiosidades
- Irene nasceu originalmente com cabelo vermelho.
- Irene era vinte anos mais nova que o seu primeiro marido Conrad Palmisano.
- Irene foi a mais jovem artista afro-americana a ganhar um Oscar, com apenas 24 anos. Também foi a única mulher negra a ganhar um Oscar numa categoria não-atuante.
- Foi apontada por Francesco Scavullo, em seu livro Scavullo Women, como uma das mais belas mulheres do mundo artístico em 1980. Irene dividiu as páginas com a modelo Gia Carangi, Diahann Carroll, Farrah Fawcett, Oriana Fallaci, Patti Hansen, Janice Dickinson, Princesa Caroline de Mônaco e Brooke Shields, entre outras.
- Em 1980 atuou brevemente no papel de Dorothy em The Wiz (O Mágico de Oz) à convite de Stephanie Mills. Coincidentemente, as duas já haviam trabalhado juntas na primeira apresentação do musical Maggie Flynn, em 1968, em que ambas interpretavam meninas orfãs da guerra civil.
- Quando foi #1 na Oricon Chart (espécie de Billboard do Japão) em 1983, com a canção "Flashdance... What a Feeling", tornou-se a última cantora não-japonesa ou de língua inglesa a liderar as paradas de sucesso no Japão, até Celine Dion emplacar com o sucesso "To Love You More" vinte anos mais tarde.
- Em 1985 o cantor Jorge Ben Jor compôs e gravou "Irene Cara Mia" para o seu disco Sonsual, inspirado no sucesso que a música "Breakdance" alcançou no ano anterior.
- Em 1997 seu nome serviu de referência para a canção "Hungry", do rapper Common, que conta como ele aprendeu a dançar igual a Sparkle de Irene Cara.
- A idade de Irene foi assunto para controvérsia nos últimos anos, pois muitos passaram a listar seu ano de nascença como 1963. No vídeo oficial That's Irene, que corresponde ao show gravado no Japão em 1985, Irene afirma ter vinte e seis anos pouco antes de executar a música "Hot Lunch Jam", o que aponta 1959 como sendo o ano verdadeiro.